# Grand Concepción
Pour les articles homonymes, voir Concepción.

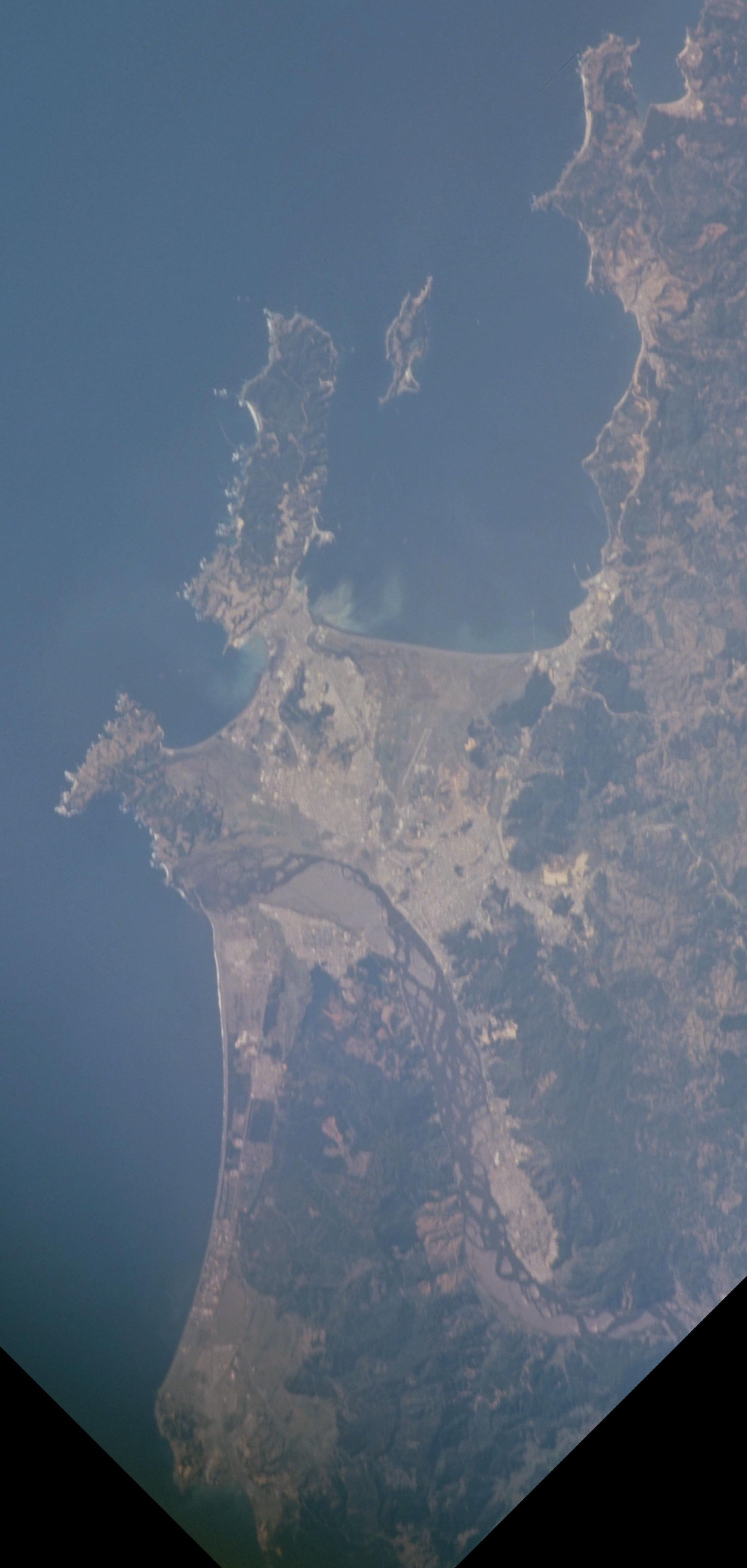
Image satellite du Grand Concepción

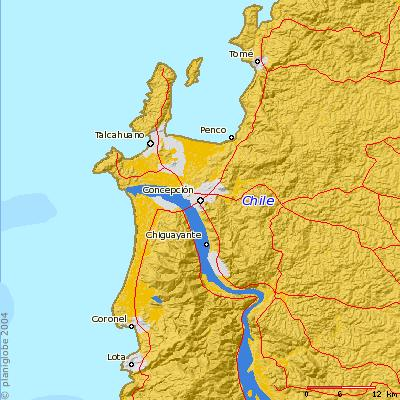
Carte de l'agglomération du Grand Concepción

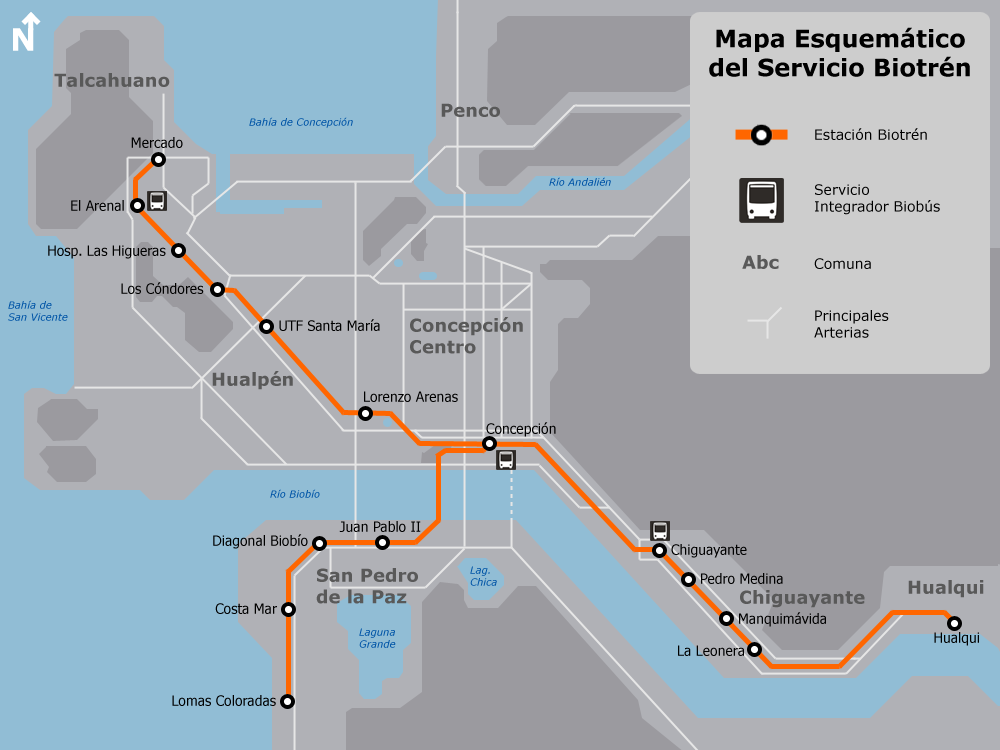
Metro de Concepción.

Le Grand Concepción est une agglomération comprenant dix des douze communes de la Province de Concepción, dans la Région du Biobío au Chili. Elle se situe sur la rive nord du río Biobío, à peu de distance de son embouchure dans le Pacifique. D'après le recensement national de 2012, l'agglomération compte 949 023 habitants et forme ainsi la deuxième agglomération du pays, après celle du Grand Santiago.
Elle est accessible par les ports de Lirquén (commune de Penco), Talcahuano et San Vicente (commune de Talcahuano), par l'aéroport Carriel Sur et quatre voies d'accès depuis la route panaméricaine. Le centre économique de cet espace urbain est la ville de Concepción.

## Gentilé
Le gentilé désignant les habitants de cette agglomération est pencopolitano. Ce terme dérive probablement de penquista et de metropolitano (métropolitain). Une autre origine possible est un lien avec l'Universidad Pencopolitana, une ancienne université tenue par la Compagnie de Jésus dans la ville de Concepción, de 1724 et 1767.
Ce gentilé a vu son usage popularisé par l'important projet Teatro Pencopolitano, qui devait créer un centre culturel et d'art dans cette ville. Il a été ensuite adopté par le Programa de Desarrollo Territorial (PDT) du Gouvernement régional de Biobío, pour définir le territoire de planification Pencopolitano qui comprenait Tomé, Penco et les communes du Grand Concepción qui s'étaient séparées de Penco.

## Climat
Généralement le climat est méditerranéen et tempéré dans toutes les saisons. Les brises de l'océan tendant à maintenir Talcahuano, Tomé, Penco, San Pedro de la Paz, Coronel et Lota plus fraîches en hiver et douces au printemps que dans les autres communes (Concepción, Chiguayante et Hualqui).

## Éducation

### Universités

#### Universités traditionnelles
- Universidad de Concepción (Concepción)
- Universidad del Bío-Bío (Concepción)
- Universidad Católica de la Santísima Concepción (Concepción)
- Universidad Técnica Federico Santa María (Hualpén)
- Universidad de Los Lagos (Concepción)

#### Universités privées
- Universidad del Desarrollo (Concepción)
- Universidad San Sebastián (Concepción)
- Universidad Andrés Bello (Talcahuano)
- Universidad Santo Tomás (Concepción)
- Universidad Tecnológica de Chile (Talcahuano)
- Universidad de las Américas (Concepción)
- Universidad La República (Concepción)
- Universidad ARCIS (Concepción)
- Universidad Bolivariana (Concepción)
- Universidad de Pedro de Valdivia (Concepción)
- Universidad del Pacífico (Concepción)

### Instituts Professionnels
- Instituto Profesional INACAP (Talcahuano)
- Instituto Profesional DuocUC (Concepción)
- Instituto Profesional Santo Tomás (Concepción)
- Instituto Profesional AIEP (Concepción)
- Instituto Profesional Providencia (Concepción)
- Instituto de Estudios Bancarios Guillermo Subercaseaux (Concepción)
- Instituto Profesional Virginio Gómez (Concepción)
- Instituto Profesional Diego Portales (Concepción)
- Instituto Tecnológico UCSC (Talcahuano)
- Instituto Profesional La Araucana (Concepción)
- Instituto Profesional Valle Central (Concepción)